# Hellas Verona Football Club 2020-2021
Questa voce raccoglie le informazioni riguardanti l'Hellas Verona Football Club nelle competizioni ufficiali della stagione 2020-2021.

## Stagione
Il 22 luglio 2020 Ivan Jurić firma un contratto triennale con la società; alla sua seconda stagione sulla panchina degli scaligeri dimostra di aver mantenuto l'identità dell'anno passato nonostante la perdita di numerosi titolari dell'anno precedente come Amrabat, Kumbulla, Rrahmani, Verre e Pessina tra gli altri.
Nel girone d'andata ipoteca la salvezza ottenendo 30 punti. Alla prima di campionato vince a tavolino contro la Roma per 3-0 (sul campo era finita 0-0). A quel risultato dà seguito il 25 ottobre pareggia a Torino con la Juventus di Andrea Pirlo (erano 32 anni che il Verona non pareggiava a Torino), l'8 novembre pareggia anche a Milano con il Milan primo in classifica e il 28 novembre vince 0-2 in casa dell'Atalanta. Successivamente, nel girone d'andata, vince anche in casa della Lazio (1-2, era da 35 anni che i gialloblu non vincevano in casa dei biancocelesti) e contro il Napoli (3-1).
Nel girone di ritorno, a salvezza raggiunta, la squadra ottiene risultati negativi e 15 punti, terminando il campionato al decimo posto con 45 punti. Tra i risultati di prestigio il pareggio 1-1 contro la Juventus e l'1-1 con il Napoli nell'ultima giornata di campionato, che consente la qualificazione in Champions alla Juve tramite un punto di vantaggio sugli stessi partenopei. Il 28 maggio 2021 Jurić si svincola dal contratto con la società scaligera, con la quale era ormai in rotta a causa della politica dirigenziale.

## Divise e sponsor

Il nuovo ed attuale stemma societario.

Lo sponsor tecnico per la stagione 2020/2021 è Macron. Altri sponsor sono Gruppo Sinergy, presente sulla parte anteriore delle magliette e AirDolomiti. Lo stemma societario viene ampiamente semplificato, ridotto alla sagoma dei due mastini stilizzati, comparso per la prima volta sulla terza divisa della stagione precedente.
| Casa | Trasferta | Terza divisa | Portiere |

## Rosa
| N. |                       | Ruolo | Calciatore          |
| -- | --------------------- | ----- | ------------------- |
| 1  | Italia (bandiera)     | P     | Marco Silvestri     |
| 2  | Italia (bandiera)     | D     | Andrea Gresele      |
| 3  | Italia (bandiera)     | D     | Federico Dimarco    |
| 4  | Portogallo (bandiera) | C     | Miguel Veloso       |
| 5  | Italia (bandiera)     | D     | Davide Faraoni      |
| 6  | Italia (bandiera)     | D     | Matteo Lovato       |
| 7  | Rep. Ceca (bandiera)  | C     | Antonín Barák       |
| 8  | Serbia (bandiera)     | C     | Darko Lazović       |
| 9  | Polonia (bandiera)    | A     | Mariusz Stępiński   |
| 9  | Italia (bandiera)     | A     | Eddie Salcedo       |
| 10 | Italia (bandiera)     | A     | Samuel Di Carmine   |
| 11 | Italia (bandiera)     | A     | Andrea Favilli      |
| 12 | Italia (bandiera)     | P     | Nicola Borghetto    |
| 13 | Italia (bandiera)     | D     | Destiny Udogie      |
| 14 | Serbia (bandiera)     | C     | Ivan Ilić           |
| 15 | Turchia (bandiera)    | D     | Mert Çetin          |
| 16 | Italia (bandiera)     | D     | Filippo Terracciano |
| 17 | Italia (bandiera)     | D     | Salvatore Bocchetti |
| 17 | Italia (bandiera)     | D     | Federico Ceccherini |
| 18 | Brasile (bandiera)    | C     | Lucas Felippe       |
| 18 | Italia (bandiera)     | A     | Matteo Cancellieri  |
| 19 | Svizzera (bandiera)   | C     | Kevin Rüegg         |
| 20 | Italia (bandiera)     | C     | Mattia Zaccagni     |
| 21 | Germania (bandiera)   | D     | Koray Günter        |
| 22 | Italia (bandiera)     | P     | Alessandro Berardi  |
| 23 | Italia (bandiera)     | D     | Giangiacomo Magnani |

| N. |                        | Ruolo | Calciatore         |
| -- | ---------------------- | ----- | ------------------ |
| 24 | Italia (bandiera)      | C     | Marco Benassi      |
| 25 | Croazia (bandiera)     | P     | Ivor Pandur        |
| 26 | Inghilterra (bandiera) | C     | Ronaldo Vieira     |
| 27 | Polonia (bandiera)     | D     | Paweł Dawidowicz   |
| 28 | Serbia (bandiera)      | C     | Bogdan Jočić       |
| 29 | Slovacchia (bandiera)  | A     | Ľubomír Tupta      |
| 29 | Croazia (bandiera)     | A     | Nikola Kalinić     |
| 30 | Italia (bandiera)      | D     | Nicolò Casale      |
| 30 | Italia (bandiera)      | D     | Eugenio Bracelli   |
| 31 | Italia (bandiera)      | C     | Christian Pierobon |
| 33 | Brasile (bandiera)     | D     | Alan Empereur      |
| 33 | Italia (bandiera)      | C     | Stefano Sturaro    |
| 36 | Argentina (bandiera)   | D     | Bruno Amione       |
| 40 | Italia (bandiera)      | C     | Daniel Bessa       |
| 44 | Tunisia (bandiera)     | C     | Karim Laribi       |
| 45 | Ghana (bandiera)       | A     | Philip Yeboah      |
| 49 | Romania (bandiera)     | D     | Matei Ilie         |
| 61 | Francia (bandiera)     | C     | Adrien Tameze      |
| 72 | Italia (bandiera)      | C     | Andrea Danzi       |
| 77 | Italia (bandiera)      | D     | Bernardo Calabrese |
| 87 | Italia (bandiera)      | D     | Luigi Vitale       |
| 89 | Italia (bandiera)      | C     | Antonio Di Gaudio  |
| 90 | Gambia (bandiera)      | A     | Ebrima Colley      |
| 92 | Italia (bandiera)      | A     | Kevin Lasagna      |
| 99 | Italia (bandiera)      | A     | Lorenzo Bertini    |
|    | Ghana (bandiera)       | C     | Emmanuel Badu      |

## Calciomercato

### Sessione estiva(dall'1/9 al 5/10)
| Acquisti         | Acquisti               | Acquisti             | Acquisti                                         |
| R.               | Nome                   | da                   | Modalità                                         |
| ---------------- | ---------------------- | -------------------- | ------------------------------------------------ |
| P                | Ivor Pandur            | Rijeka               | definitivo                                       |
| D                | Alberto Almici         | Pordenone            | fine prestito                                    |
| D                | Bruno Amione           | Belgrano             | definitivo                                       |
| D                | Jure Balkovec          | Empoli               | fine prestito                                    |
| D                | Federico Ceccherini    | Fiorentina           | prestito                                         |
| D                | Mert Çetin             | Roma                 | prestito con opzione                             |
| D                | Nicolò Casale          | Venezia              | riscatto prestito                                |
| D                | Alessandro Crescenzi   | Cremonese            | fine prestito                                    |
| D                | Federico Dimarco       | Inter                | prestito con diritto di riscatto                 |
| D                | Koray Günter           | Genoa                | riscatto prestito                                |
| D                | Giangiacomo Magnani    | Sassuolo             | prestito con obbligo di riscatto                 |
| D                | Luigi Vitale           | Spezia               | fine prestito                                    |
| C                | Emmanuel Agyemang-Badu | Udinese              | riscatto prestito                                |
| C                | Antonín Barák          | Udinese              | prestito con obbligo di riscatto                 |
| C                | Marco Benassi          | Fiorentina           | prestito con diritto di riscatto                 |
| C                | Simone Calvano         | Juve Stabia          | fine prestito                                    |
| C                | Antonio Di Gaudio      | Spezia               | fine prestito                                    |
| C                | Liam Henderson         | Empoli               | fine prestito                                    |
| C                | Ivan Ilić              | Manchester City      | prestito con diritto di riscatto                 |
| C                | Karim Laribi           | Bari                 | fine prestito                                    |
| C                | Luca Marrone           | Crotone              | fine prestito                                    |
| C                | Kevin Rüegg            | Zurigo               | definitivo                                       |
| C                | Adrien Tameze          | Nizza                | definitivo                                       |
| C                | Ronaldo Vieira         | Sampdoria            | prestito con diritto di opzione                  |
| A                | Karamoko Cissé         | Juve Stabia          | fine prestito                                    |
| A                | Ebrima Colley          | Atalanta             | prestito con diritto di opzione                  |
| A                | Nikola Kalinić         | Atlético Madrid      | definitivo                                       |
| A                | Andrea Favilli         | Genoa                | prestito con diritto di opzione                  |
| A                | Antonino Ragusa        | Spezia               | fine prestito                                    |
| A                | Eddie Salcedo          | Inter                | prestito con diritto di opzione e contro-opzione |
| A                | Ľubomír Tupta          | Wisła Kraków         | fine prestito                                    |
| Altre operazioni |                        |                      |                                                  |
| R.               | Nome                   | da                   | Modalità                                         |
| P                | Riccardo Tosi          | Arzignano Valchiampo | fine prestito                                    |
| D                | Rayyan Baniya          | Renate               | fine prestito                                    |
| D                | Deian Boldor           | Partizani Tirana     | fine prestito                                    |
| D                | Aboudramane Diaby      | Roma                 | prestito con obbligo di riscatto                 |
| D                | Manuel Peretti         | Palermo              | fine prestito                                    |
| D                | Matteo Pinton          | Virtus Verona        | fine prestito                                    |
| D                | Vincenzo Silvestro     | Rimini               | fine prestito                                    |
| C                | Simon Stefanec         | Nitra                | fine prestito                                    |
| A                | Matteo Cancellieri     | Roma                 | prestito con obbligo di riscatto                 |
| A                | Pierluigi Cappelluzzo  | Pistoiese            | fine prestito                                    |

| Cessioni         | Cessioni              | Cessioni      | Cessioni                         |
| R.               | Nome                  | a             | Modalità                         |
| ---------------- | --------------------- | ------------- | -------------------------------- |
| P                | Boris Radunović       | Atalanta      | fine prestito                    |
| D                | Claud Adjapong        | Sassuolo      | fine prestito                    |
| D                | Alberto Almici        | -             | rescissione                      |
| D                | Jure Balkovec         |               | rescissione                      |
| D                | Salvatore Bocchetti   | Pescara       | prestito                         |
| D                | Alessandro Crescenzi  | Cremonese     | definitivo                       |
| D                | Alan Empereur         | Palmeiras     | prestito con diritto di opzione  |
| D                | Marash Kumbulla       | Roma          | prestito con obbligo di riscatto |
| D                | Amir Rrahmani         | Napoli        | fine prestito                    |
| C                | Sofyan Amrabat        | Fiorentina    | fine prestito                    |
| C                | Simone Calvano        | Triestina     | definitivo                       |
| C                | Valentin Eysseric     | Fiorentina    | fine prestito                    |
| C                | Liam Henderson        | Lecce         | definitivo                       |
| C                | Luca Marrone          | Crotone       | definitivo                       |
| C                | Matteo Pessina        | Atalanta      | fine prestito                    |
| C                | Valerio Verre         | Sampdoria     | fine prestito                    |
| A                | Fabio Borini          | -             | svincolato                       |
| A                | Karamoko Cissé        | Cittadella    | definitivo                       |
| A                | Giampaolo Pazzini     | -             | svincolato                       |
| A                | Antonino Ragusa       | Brescia       | prestito                         |
| A                | Eddie Salcedo         | Inter         | fine prestito                    |
| A                | Mariusz Stępiński     | Lecce         | prestito con diritto di opzione  |
| A                | Ľubomír Tupta         | Ascoli        | prestito con diritto di opzione  |
| Altre operazioni |                       |               |                                  |
| R.               | Nome                  | da            | Modalità                         |
| P                | Mattia Chiesa         | Virtus Verona | prestito                         |
| P                | Riccardo Tosi         | Mantova       | definitivo                       |
| D                | Rayyan Baniya         | Mantova       | prestito                         |
| D                | Deian Boldor          | -             | rescissione consensuale          |
| D                | Nicolò Casale         | Empoli        | prestito con opzione             |
| D                | Manuel Peretti        | Palermo       | prestito                         |
| D                | Matteo Pinton         | Mantova       | definitivo                       |
| D                | Vincenzo Silvestro    | Mantova       | definitivo                       |
| C                | Nunzio Brandi         | Turris        | prestito                         |
| C                | Luca Checchin         | -             | rescissione consensuale          |
| C                | Lucas Felippe         | Mantova       | prestito                         |
| C                | Aleksejs Saveljevs    | Mantova       | definitivo                       |
| C                | Simon Stefanec        | -             | rescissione                      |
| A                | Pierluigi Cappelluzzo | Viterbese     | definitivo                       |
| A                | Adama Sané            | Arezzo        | prestito                         |

### Sessione invernale(dal 4/1 all'1/2)
| Acquisti         | Acquisti         | Acquisti          | Acquisti                         |
| R.               | Nome             | da                | Modalità                         |
| ---------------- | ---------------- | ----------------- | -------------------------------- |
| C                | Daniel Bessa     | Goiás             | fine prestito                    |
| C                | Stefano Sturaro  | Genoa             | prestito con diritto di opzione  |
| A                | Kevin Lasagna    | Udinese           | prestito con obbligo di riscatto |
| Altre operazioni |                  |                   |                                  |
| R.               | Nome             | da                | Modalità                         |
| D                | Ayman El Wafi    | Livorno           | definitivo                       |
| C                | Andrea Astrologo | Roma              | prestito con diritto di riscatto |
| A                | Marius Elvius    | HB Køge           | prestito con diritto di opzione  |
| A                | Simone Signorini | Real Grezzanalugo | definitivo                       |
| A                | Michele Vano     | Mantova           | fine prestito                    |

| Cessioni         | Cessioni               | Cessioni       | Cessioni                         |
| R.               | Nome                   | a              | Modalità                         |
| ---------------- | ---------------------- | -------------- | -------------------------------- |
| D                | Luigi Vitale           | Frosinone      | definitivo                       |
| C                | Emmanuel Agyemang-Badu |                | fine carriera                    |
| C                | Andrea Danzi           | Ascoli         | prestito                         |
| A                | Samuel Di Carmine      | Crotone        | prestito                         |
| A                | Antonio Di Gaudio      | Chievo         | definitivo                       |
| A                | Karim Laribi           | Reggiana       | prestito                         |
| Altre operazioni |                        |                |                                  |
| R.               | Nome                   | a              | Modalità                         |
| C                | Fabio Martone          | Caldiero Terme | definitivo                       |
| A                | Adama Sane             | Mantova        | prestito                         |
| A                | Michele Vano           | Perugia        | prestito con obbligo di riscatto |
| A                | Linas Zingertas        | Sona           | prestito                         |

### Trasferimenti successivi alla sessione invernale
| Acquisti | Acquisti      | Acquisti | Acquisti      |
| R.       | Nome          | da       | Modalità      |
| -------- | ------------- | -------- | ------------- |
| A        | Ľubomír Tupta | Ascoli   | fine prestito |

| Cessioni | Cessioni      | Cessioni | Cessioni |
| R.       | Nome          | a        | Modalità |
| -------- | ------------- | -------- | -------- |
| A        | Ľubomír Tupta | Sion     | prestito |

## Risultati

### Serie A

#### Girone di andata
| Verona 19 settembre 2020, ore 20:45 CEST 1ª giornata | Verona          | 3 – 0 (tav.) referto | Roma | Stadio Marcantonio Bentegodi (0 spett.)\| Arbitro: \| Chiffi (Padova) \| |
| Arbitro:                                             | Chiffi (Padova) |                      |      |                                                                          |

| Arbitro: | Volpi (Arezzo) |

|             |           |  |
| Favilli 57’ | Marcatori |  |

| Arbitro: | Giua (Olbia) |

|           |           |  |
| Kurtić 1’ | Marcatori |  |

| Verona 19 ottobre 2020, ore 20:45 CEST 4ª giornata | Verona           | 0 – 0 referto | Genoa | Stadio Marcantonio Bentegodi (1 000 spett.)\| Arbitro: \| Rapuano (Rimini) \| |
| Arbitro:                                           | Rapuano (Rimini) |               |       |                                                                               |

| Arbitro: | Pasqua (Tivoli) |

|                |           |             |
| Kulusevski 78’ | Marcatori | 60’ Favilli |

| Arbitro: | Sacchi (Macerata) |

|                            |           |              |
| Barák 17’, 63’ Lazović 77’ | Marcatori | 56’ Lapadula |

| Arbitro: | Guida (Torre Annunziata) |

|                                      |           |                              |
| Magnani 27’ (aut.) Ibrahimović 90+3’ | Marcatori | 6’ Barák 19’ (aut.) Calabria |

| Arbitro: | Fabbri (Ravenna) |

|  |           |                      |
|  | Marcatori | 42’ Boga 75’ Berardi |

| Arbitro: | Massa (Imperia) |

|  |           |                                |
|  | Marcatori | 62’ (rig.) Veloso 83’ Zaccagni |

| Arbitro: | Manganiello (Pinerolo) |

|              |           |           |
| Zaccagni 21’ | Marcatori | 48’ Marin |

| Arbitro: | Abisso (Palermo) |

|             |           |                               |
| Caicedo 56’ | Marcatori | 45’ (aut.) Lazzari 67’ Tameze |

| Arbitro: | Ros (Pordenone) |

|                     |           |                     |
| Zaccagni 70’ (rig.) | Marcatori | 41’ Ekdal 54’ Verre |

| Arbitro: | Fourneau (Roma) |

|                     |           |                  |
| Vlahović 19’ (rig.) | Marcatori | 8’ (rig.) Veloso |

| Arbitro: | Giacomelli (Trieste) |

|          |           |                           |
| Ilić 63’ | Marcatori | 52’ Martínez 69’ Škriniar |

| Arbitro: | Pairetto (Nichelino) |

|  |           |              |
|  | Marcatori | 75’ Zaccagni |

| Arbitro: | Di Bello (Brindisi) |

|            |           |             |
| Bremer 84’ | Marcatori | 67’ Dimarco |

| Arbitro: | Massimi (Termoli) |

|                         |           |             |
| Kalinić 16’ Dimarco 25’ | Marcatori | 55’ Messias |

| Arbitro: | Mariani (Aprilia) |

|                     |           |  |
| Orsolini 19’ (rig.) | Marcatori |  |

| Arbitro: | Fabbri (Ravenna) |

|                                    |           |           |
| Dimarco 34’ Barák 62’ Zaccagni 79’ | Marcatori | 1’ Lozano |

#### Girone di ritorno
| Arbitro: | Piccinini (Forlì) |

|                                        |           |            |
| Mancini 20’ Mkhitaryan 22’ Mayoral 29’ | Marcatori | 62’ Colley |

| Arbitro: | Santoro (Messina) |

|                                     |           |  |
| Silvestri 83’ (aut.) Deulofeu 90+1’ | Marcatori |  |

| Arbitro: | Massimi (Termoli) |

|                             |           |                 |
| Grassi 13’ (aut.) Barák 61’ | Marcatori | 8’ (rig.) Kucka |

| Arbitro: | Marchetti (Ostia Lido) |

|                             |           |                      |
| Shomurodov 48’ Badelj 90+4’ | Marcatori | 17’ Ilić 61’ Faraoni |

| Arbitro: | Maresca (Napoli) |

|           |           |             |
| Barák 77’ | Marcatori | 49’ Ronaldo |

| Arbitro: | Ayroldi (Molfetta) |

|  |           |                                           |
|  | Marcatori | 25’ Faraoni 34’ (aut.) Foulon 50’ Lasagna |

| Arbitro: | Orsato (Schio) |

|  |           |                      |
|  | Marcatori | 27’ Krunić 50’ Dalot |

| Arbitro: | Prontera (Bologna) |

|                                     |           |                         |
| Locatelli 4’ Đuričić 51’ Traorè 81’ | Marcatori | 43’ Lazović 79’ Dimarco |

| Arbitro: | Pairetto (Nichelino) |

|  |           |                                       |
|  | Marcatori | 33’ (rig.) Malinovs'kyj 42’ D. Zapata |

| Arbitro: | Doveri (Roma) |

|  |           |                         |
|  | Marcatori | 54’ Barák 90+8’ Lasagna |

| Arbitro: | Chiffi (Padova) |

|  |           |                        |
|  | Marcatori | 90+2’ Milinković-Savić |

| Arbitro: | Dionisi (L'Aquila) |

|                                              |           |             |
| Jankto 46’ Gabbiadini 73’ (rig.) Thorsby 82’ | Marcatori | 13’ Lazović |

| Arbitro: | Prontera (Bologna) |

|             |           |                                   |
| Salcedo 72’ | Marcatori | 45+2’ (rig.) Vlahović 65’ Cáceres |

| Arbitro: | Abisso (Palermo) |

|             |           |  |
| Darmian 76’ | Marcatori |  |

| Arbitro: | Volpi (Arezzo) |

|             |           |              |
| Salcedo 46’ | Marcatori | 86’ Saponara |

| Arbitro: | Massa (Imperia) |

|             |           |             |
| Dimarco 88’ | Marcatori | 85’ Vojvoda |

| Arbitro: | Massimi (Termoli) |

|                             |           |                   |
| Ounas 2’ Junior Messias 75’ | Marcatori | 87’ (aut.) Molina |

| Arbitro: | Marchetti (Ostia Lido) |

|                        |           |                              |
| Faraoni 2’ Kalinić 53’ | Marcatori | 32’ De Silvestri 82’ Palacio |

| Arbitro: | Chiffi (Padova) |

|              |           |             |
| Rrahmani 60’ | Marcatori | 69’ Faraoni |

### Coppa Italia
| Arbitro: | Camplone (Pescara) |

|                                  |                      |                                    |
| Ilić 41’ Salcedo 59’ Vieira 111’ | Marcatori            | 83’ Johnsen 86’ Capello 98’ Modolo |
| Lazović Barák Colley             | Tiri di rigore 3 – 1 | Modolo Johnsen Fiordilino Capello  |

| Arbitro: | Prontera (Bologna) |

|                        |           |            |
| Cerri 30’ Sottil 90+3’ | Marcatori | 74’ Colley |

## Statistiche

### Statistiche di squadra
| Competizione | Punti | In casa | In casa | In casa | In casa | In casa | In casa | In trasferta | In trasferta | In trasferta | In trasferta | In trasferta | In trasferta | Totale | Totale | Totale | Totale | Totale | Totale | DR |
| Competizione | Punti | G       | V       | N       | P       | Gf      | Gs      | G            | V            | N            | P            | Gf           | Gs           | G      | V      | N      | P      | Gf     | Gs     | DR |
| ------------ | ----- | ------- | ------- | ------- | ------- | ------- | ------- | ------------ | ------------ | ------------ | ------------ | ------------ | ------------ | ------ | ------ | ------ | ------ | ------ | ------ | -- |
| Serie A      | 45    | 19      | 6       | 6       | 7       | 23      | 23      | 19           | 5            | 6            | 8            | 23           | 25           | 38     | 11     | 12     | 15     | 46     | 48     | -2 |
| Coppa Italia | -     | 1       | 0       | 1       | 0       | 3       | 3       | 1            | 0            | 0            | 1            | 1            | 2            | 2      | 0      | 1      | 1      | 4      | 5      | -1 |
| Totale       | -     | 20      | 6       | 7       | 7       | 26      | 26      | 20           | 5            | 6            | 9            | 24           | 27           | 40     | 11     | 13     | 16     | 50     | 53     | -3 |

### Andamento in campionato
| Giornata  | 1 | 2 | 3 | 4 | 5 | 6 | 7 | 8 | 9 | 10 | 11 | 12 | 13 | 14 | 15 | 16 | 17 | 18 | 19 | 20 | 21 | 22 | 23 | 24 | 25 | 26 | 27 | 28 | 29 | 30 | 31 | 32 | 33 | 34 | 35 | 36 | 37 | 38 |
| --------- | - | - | - | - | - | - | - | - | - | -- | -- | -- | -- | -- | -- | -- | -- | -- | -- | -- | -- | -- | -- | -- | -- | -- | -- | -- | -- | -- | -- | -- | -- | -- | -- | -- | -- | -- |
| Luogo     | C | C | T | C | T | C | T | C | T | C  | T  | C  | T  | C  | T  | T  | C  | T  | C  | T  | T  | C  | T  | C  | T  | C  | T  | C  | T  | C  | T  | C  | T  | C  | C  | T  | C  | T  |
| Risultato | V | V | P | N | N | V | N | P | V | N  | V  | P  | N  | P  | V  | N  | V  | P  | V  | P  | P  | V  | N  | N  | V  | P  | P  | P  | V  | P  | P  | P  | P  | N  | N  | P  | N  | N  |
| Posizione | 1 | 1 | 6 | 6 | 8 | 5 | 7 | 9 | 7 | 8  | 7  | 7  | 9  | 9  | 8  | 9  | 9  | 9  | 8  | 9  | 9  | 9  | 9  | 8  | 8  | 8  | 9  | 9  | 8  | 9  | 9  | 10 | 10 | 10 | 10 | 10 | 10 | 10 |

Fonte:  Serie A – Classifica, su legaseriea.it.
Legenda:

Luogo: C = Casa; T = Trasferta. Risultato: V = Vittoria; N = Pareggio; P = Sconfitta.

### Statistiche dei giocatori
Sono in corsivo i calciatori che hanno lasciato la società a stagione in corso.
| Giocatore      | Serie A  | Serie A | Serie A     | Serie A    | Coppa Italia | Coppa Italia | Coppa Italia | Coppa Italia | Totale   | Totale | Totale      | Totale     |
| Giocatore      | Presenze | Reti    | Ammonizioni | Espulsioni | Presenze     | Reti         | Ammonizioni  | Espulsioni   | Presenze | Reti   | Ammonizioni | Espulsioni |
| -------------- | -------- | ------- | ----------- | ---------- | ------------ | ------------ | ------------ | ------------ | -------- | ------ | ----------- | ---------- |
| B. Amione      | 0        | 0       | 0           | 0          | 2            | 0            | 1            | 0            | 2        | 0      | 1           | 0          |
| A. Barák       | 34       | 7       | 5           | 1          | 2            | 0            | 0            | 0            | 36       | 7      | 5           | 1          |
| M. Benassi     | 0        | 0       | 0           | 0          | -            | -            | -            | -            | 0        | 0      | 0           | 0          |
| A. Berardi     | 1        | 0       | 0           | 0          | 0            | 0            | 0            | 0            | 1        | 0      | 0           | 0          |
| L. Bertini     | 0        | 0       | 0           | 0          | 1            | 0            | 0            | 0            | 1        | 0      | 0           | 0          |
| D. Bessa       | 18       | 0       | 1           | 0          | -            | -            | -            | -            | 18       | 0      | 1           | 0          |
| S. Bocchetti   | 0        | 0       | 0           | 0          | -            | -            | -            | -            | 0        | 0      | 0           | 0          |
| N. Borghetto   | -        | -       | -           | -          | -            | -            | -            | -            | -        | -      | -           | -          |
| E. Bracelli    | -        | -       | -           | -          | 0            | 0            | 0            | 0            | 0        | 0      | 0           | 0          |
| B. Calabrese   | 0        | 0       | 0           | 0          | -            | -            | -            | -            | 0        | 0      | 0           | 0          |
| M. Cancellieri | 0        | 0       | 0           | 0          | 0            | 0            | 0            | 0            | 0        | 0      | 0           | 0          |
| N. Casale      | 0        | 0       | 0           | 0          | -            | -            | -            | -            | 0        | 0      | 0           | 0          |
| F. Ceccherini  | 25       | 0       | 8           | 0          | 1            | 0            | 0            | 0            | 26       | 0      | 8           | 0          |
| M. Çetin       | 6        | 0       | 1           | 0          | 1            | 0            | 0            | 0            | 7        | 0      | 1           | 0          |
| E. Colley      | 23       | 1       | 1           | 0          | 2            | 1            | 0            | 0            | 25       | 2      | 1           | 0          |
| A. Danzi       | 2        | 0       | 1           | 0          | 1            | 0            | 1            | 0            | 3        | 0      | 2           | 0          |
| P. Dawidowicz  | 30       | 0       | 9           | 0          | 2            | 0            | 1            | 0            | 32       | 0      | 10          | 0          |
| S. Di Carmine  | 11       | 0       | 1           | 0          | 1            | 0            | 0            | 0            | 12       | 0      | 1           | 0          |
| A. Di Gaudio   | -        | -       | -           | -          | -            | -            | -            | -            | -        | -      | -           | -          |
| F. Dimarco     | 35       | 5       | 6           | 0          | 2            | 0            | 0            | 0            | 37       | 5      | 6           | 0          |
| A. Empereur    | 4        | 0       | 1           | 0          | 1            | 0            | 1            | 0            | 5        | 0      | 2           | 0          |
| D. Faraoni     | 34       | 4       | 8           | 0          | 2            | 0            | 0            | 0            | 36       | 4      | 8           | 0          |
| A. Favilli     | 11       | 2       | 1           | 0          | -            | -            | -            | -            | 11       | 2      | 1           | 0          |
| L. Felippe     | 0        | 0       | 0           | 0          | -            | -            | -            | -            | 0        | 0      | 0           | 0          |
| K. Günter      | 27       | 0       | 4           | 0          | -            | -            | -            | -            | 27       | 0      | 4           | 0          |
| I. Ilić        | 29       | 2       | 2           | 0          | 1            | 1            | 0            | 0            | 30       | 3      | 2           | 0          |
| M. Ilie        | 0        | 0       | 0           | 0          | 0            | 0            | 0            | 0            | 0        | 0      | 0           | 0          |
| B. Jocić       | -        | -       | -           | -          | -            | -            | -            | -            | -        | -      | -           | -          |
| N. Kalinić     | 19       | 2       | 2           | 0          | -            | -            | -            | -            | 19       | 2      | 2           | 0          |
| K. Laribi      | -        | -       | -           | -          | -            | -            | -            | -            | -        | -      | -           | -          |
| K. Lasagna     | 19       | 2       | 0           | 0          | -            | -            | -            | -            | 19       | 2      | 0           | 0          |
| D. Lazović     | 32       | 3       | 3           | 0          | 1            | 0            | 0            | 0            | 33       | 3      | 3           | 0          |
| M. Lovato      | 24       | 0       | 5           | 0          | -            | -            | -            | -            | 24       | 0      | 5           | 0          |
| G. Magnani     | 25       | 0       | 8           | 0          | 1            | 0            | 0            | 0            | 26       | 0      | 8           | 0          |
| I. Pandur      | 4        | -6      | 0           | 0          | 2            | -5           | 0            | 0            | 6        | -11    | 0           | 0          |
| C. Pierobon    | -        | -       | -           | -          | 0            | 0            | 0            | 0            | 0        | 0      | 0           | 0          |
| K. Rüegg       | 7        | 0       | 0           | 0          | 1            | 0            | 0            | 0            | 8        | 0      | 0           | 0          |
| E. Salcedo     | 21       | 2       | 3           | 0          | 2            | 1            | 0            | 0            | 23       | 3      | 3           | 0          |
| M. Silvestri   | 34       | -42     | 1           | 0          | 0            | 0            | 0            | 0            | 34       | -42    | 1           | 0          |
| M. Stępiński   | 0        | 0       | 0           | 0          | -            | -            | -            | -            | 0        | 0      | 0           | 0          |
| S. Sturaro     | 11       | 0       | 5           | 0          | -            | -            | -            | -            | 11       | 0      | 5           | 0          |
| A. Tameze      | 33       | 1       | 6           | 0          | 2            | 0            | 0            | 0            | 35       | 1      | 6           | 0          |
| F. Terracciano | 0        | 0       | 0           | 0          | 0            | 0            | 0            | 0            | 0        | 0      | 0           | 0          |
| Ľ. Tupta       | 2        | 0       | 0           | 0          | -            | -            | -            | -            | 2        | 0      | 0           | 0          |
| D. Udogie      | 6        | 0       | 1           | 0          | 1            | 0            | 0            | 0            | 7        | 0      | 1           | 0          |
| M. Veloso      | 21       | 2       | 1           | 0          | 1            | 0            | 0            | 0            | 22       | 2      | 1           | 0          |
| R. Vieira      | 4        | 0       | 1           | 0          | 1            | 1            | 0            | 0            | 5        | 1      | 1           | 0          |
| L. Vitale      | -        | -       | -           | -          | -            | -            | -            | -            | -        | -      | -           | -          |
| P. Yeboah      | 1        | 0       | 0           | 0          | -            | -            | -            | -            | 1        | 0      | 0           | 0          |
| M. Zaccagni    | 36       | 5       | 6           | 0          | 1            | 0            | 0            | 0            | 37       | 5      | 6           | 0          |